# Lomandra hermaphrodita
Lomandra hermaphrodita är en sparrisväxtart som först beskrevs av Cecil Rollo Payton Andrews, och fick sitt nu gällande namn av Charles Austin Gardner. Lomandra hermaphrodita ingår i släktet Lomandra och familjen sparrisväxter. Inga underarter finns listade i Catalogue of Life.